# پوناتا
پوناتا (به اسپانیایی: Punata) یک منطقهٔ مسکونی در بولیوی است که در Punata Municipality واقع شده‌است. پوناتا ۱۹٬۵۵۹ نفر جمعیت دارد و ۲٬۵۵۲ متر بالاتر از سطح دریا واقع شده‌است.